# Burgstall Erkenbrechtshofen
Der Burgstall Erkenbrechtshofen ist eine abgegangene mittelalterliche Turmhügelburg (Motte) östlich des ehemaligen Anwesens Nr. 8 in Erkenbrechtshofen, einem heutigen Gemeindeteil von Bad Windsheim im Landkreis Neustadt an der Aisch-Bad Windsheim in Bayern.
Die Burg war bis 1400, hier schon als Burgstall bezeichnet, im Besitz von Hans von Seckendorff, der im selben Jahr seine Güter in Erkenbrechtshofen und den Burgstall nach Windsheim verkaufte.
Von der gut befestigten und von einem Wassergraben umgebenen Mottenanlage ist nichts erhalten, der Turmhügel wurde verebnet.